# Romanel-sur-Morges
Romanel-sur-Morges is een gemeente en plaats in het Zwitserse kanton Vaud, en maakt deel uit van het district Morges.
Romanel-sur-Morges telt 453 inwoners.